# Bulul

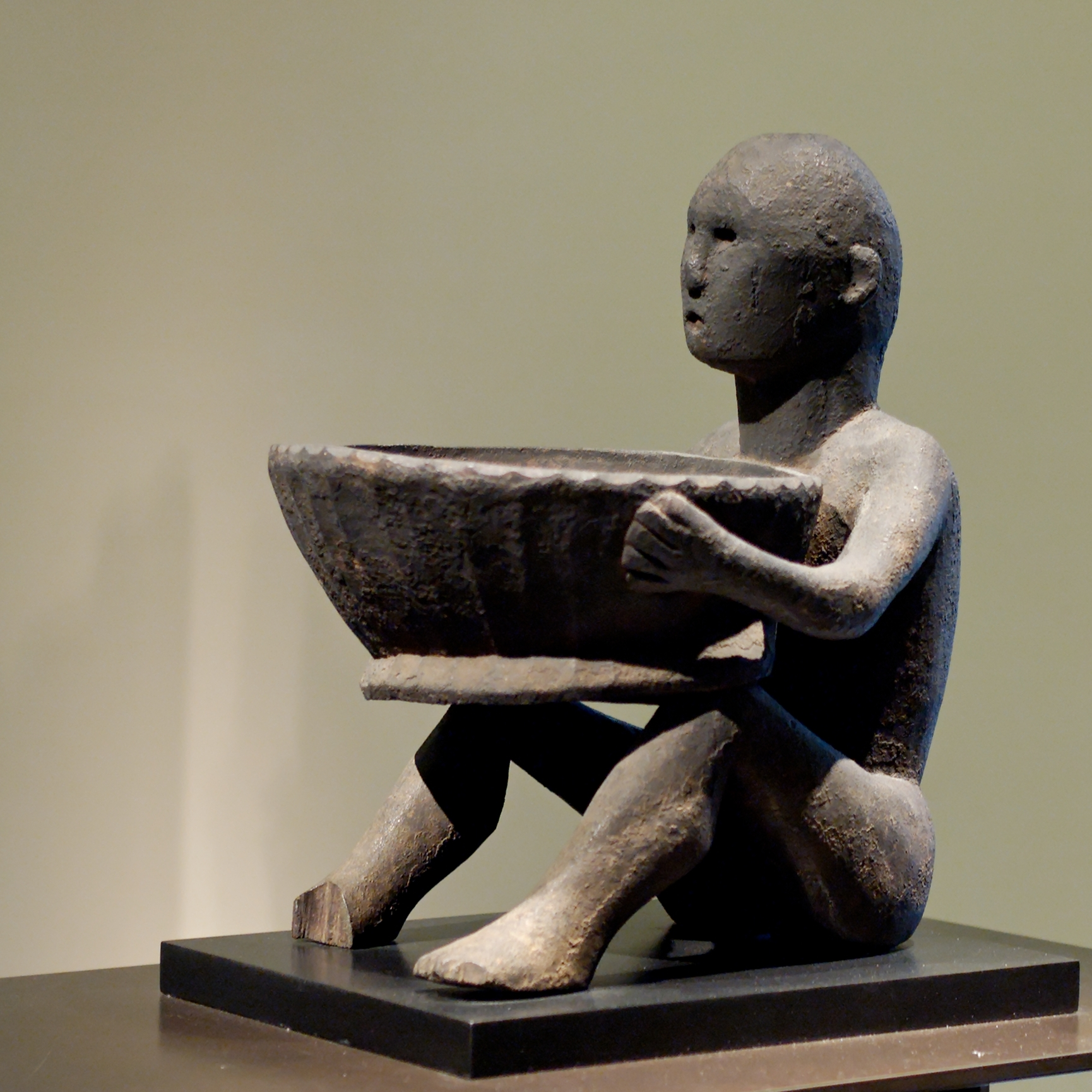
Bulul ifugao. Bois et restes sacrificiels, nord de Luçon, XVe siècle.

Un bulul est une statuette de bois sculpté utilisée pour garder les champs de riz par les peuples igorot du nord de Luçon, aux Philippines. Ces sculptures sont des représentations fortement stylisées des ancêtres, dont elles sont supposées recevoir le pouvoir.

## Usage
Les bululs sont utilisés lors de cérémonies associées à la production de riz et à la guérison. La création d'un bulul implique un rituel par un prêtre afin que la statue puisse recevoir un pouvoir. Le bulul est traité avec attention et respect pour éviter que les esprits des ancêtres n'apportent des maladies.
Les statuettes sont placées dans les greniers à riz afin d'apporter une moisson abondante. Un grand grenier peut nécessiter deux bululs et les nobles peuvent posséder un ou plusieurs bululs dans leur maison.

## Forme
Les bululs masculins et féminins sont souvent trouvés ensemble, accompagnés de symboles à caractère sexuel comme un mortier pour les femmes et un pilon pour les hommes. Un bulul masculin peut parfois être décoré d'un sous-vêtement, un bulul féminin d'une ceinture, de boucles d'oreille et de bracelets de cheville. Bien que leur forme varie, les bululs sont souvent représentés assis sur le sol, les bras croisés sur leurs genoux levés. Il possède une forme simplifiée et est traditionnellement creusé dans un bois de narra ou d'ipil, parfois en pierre. Il est manipulé par des mains trempées dans le sang d'un poulet ou d'un cochon lors d'un rituel appelé tunod pendant la période de plantation du riz. Au fil du temps, le sang communique une couleur sombre aux statuettes, recouvertes d'une patine de graisse provenant des offrandes,. Les bululs sont transmis au premier enfant de la famille.